# Johannesburg (Califórnia)
Johannesburg é uma Região censo-designada localizada no estado americano da Califórnia, no Condado de Kern.

## Geografia
De acordo com o United States Census Bureau tem uma área de 6,3 km², dos quais 6,3 km² cobertos por terra e 0,0 km² cobertos por água.

### Localidades na vizinhança
O diagrama seguinte representa as localidades num raio de 40 km ao redor de Johannesburg.

## Demografia
Segundo o censo americano de 2000, a sua população era de 176 habitantes.

## Marco histórico
Johannesburg possui apenas uma entrada no Registro Nacional de Lugares Históricos, o Last Chance Canyon.